# Двори (Копар)
Двори (итал. Corte - корте) су погранично село у северној Истри, Ћићарија, у саставу словеначке општине Копар. статистичка Истаарско-крашка регија.

## Географија
Двори су сеоце од 17 камених кућа истарско-крашког типа, смештено до границе Истре под Хрватском. Налази се на кречњачком (крашком) брежуљку (230 м н/в) изнад југоисточног руба крашког поља Маврашка вала на површини од 4,33 км2 .
Из правца југа може се доћи одвојком пута Бузет-Сочерга-Грачишче. Пут наставља кроз валу северозападно до Мовража. Јужно се налазе села: Конти, Млини, Угрини, Цонфи, Пожане и Чрница у долини речице Брацана, десне притоке Мирне. Североисточно се налази Ракитовац на прузи Истарске жељезнице (Дивача-Пула).
Крај села је извор питке воде, домачини га називају Кал или у Валици, из њега придобивају питку воду, јер рижански водовод није доведен до села. За Двор је била значајна сеоска цистерна (штерна) из које су мештани у прошлости користили воду.

## Знаменитости
- У значајност села спада пресушујуће крашко језеро које поплавља Моврашку валоу код сваке дуготрајније кише. Вода дословно продире и подножја сусједног села и поплављује долину. Вода отиче из површине у средини вале, гдје су три вртаче које гутају воду. Испод долине је некаква пећина у којој тече вода, која поновно долази на површину неких сто метара од долине, гдјер наставља пут као поток.

- Један километар западно од села налази се природни мост и изразит крашки руб (Истарске стијене, Истарски зид (клисуре, стрми прелаз из вапненачке у флишну Истру) који називају Ушеса Истре. или Истријанска ушеса. (в. Сочерга)

## Историја
Село је настало тако да су пастири из суседног села Мовраж изградили ограђене дворове (корте) за стоку, а касније су се постпено и насељавали градећи камене куће (хиже), а име села је остало Двори
Данашњи становници вечином путују на посао у Копар.

## Становништво
У Дворима стално живе само 3 породице, а остало су викендаши па отуд и податак Статистичког уреда РС да су 2020. у Дворима живела само 33 становника.
| Број становника по пописима | Број становника по пописима | Број становника по пописима |
| --------------------------- | --------------------------- | --------------------------- |
| 1991                        | 2002                        | 2011                        |
| 25                          | 26                          | 33                          |